# Europa nel XIII secolo

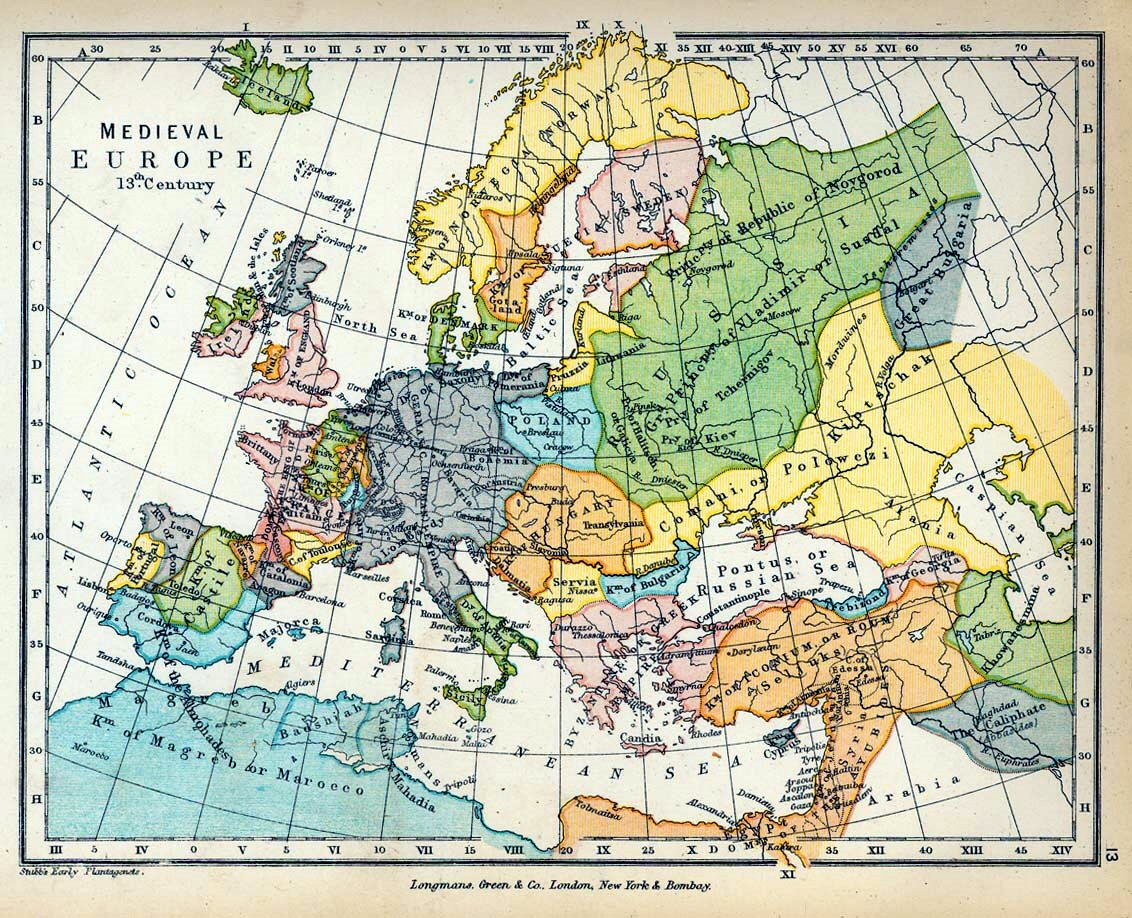
L'Europa nel XIII secolo

L'Europa nel XIII secolo consolidò le monarchie nazionali e visse un'epoca di grande sviluppo economico e sociale.

## Francia e Inghilterra

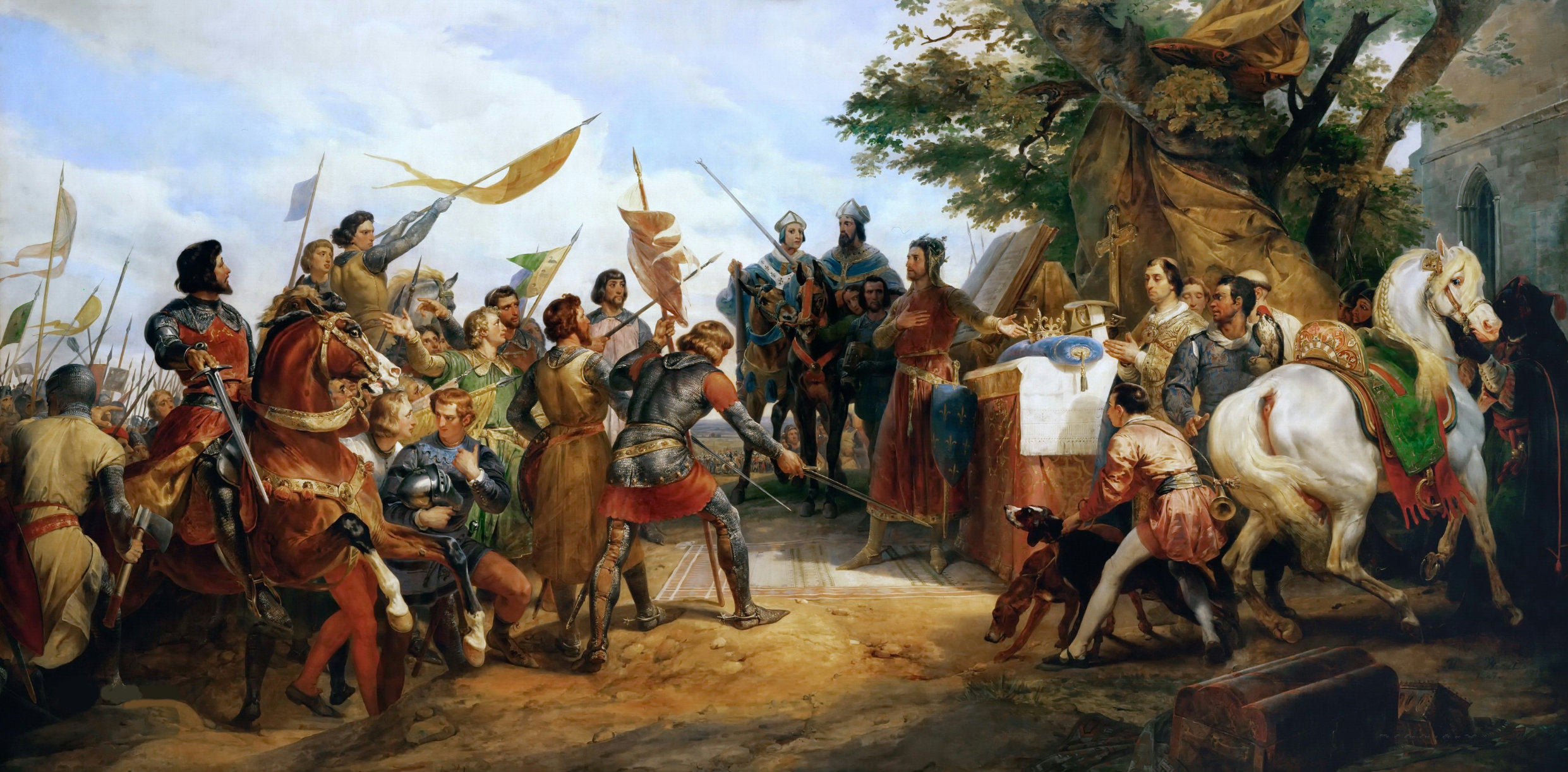
Horace Vernet, Il re Filippo II di Francia a Bouvines

### La battaglia di Bouvines
Luigi VII di Francia e soprattutto Filippo II Augusto avevano consolidato il potere della monarchia francese, riformando la cancelleria e avvicinandosi ai ceti mercantili emergenti. Era però latente il problema del conflitto di poteri con il monarca inglese, che era parigrado al sovrano francese al di là della manica, e suo vassallo al di qua, per una larga fetta di territorio francese (Normandia, Maine, Aquitania, Guascona e Poitou). Al re inglese guardavano tutti gli aristocratici francesi che intendevano fare una politica autonoma rispetto a quella del loro re.
In Inghilterra, al tempo di Enrico II si erano avute varie lotte, compresa la ribellione dei suoi due figli, Riccardo Cuordileone e Giovanni Senzaterra, al padre stesso, senza però unirsi vista la loro forte discordia. Riccardo, di ritorno dalla terza crociata, si era ritrovato re per la morte del padre (1189) ed aveva subito dovuto domare una lotta dei feudatari capitanata da suo fratello. Quando Riccardo morì gli succedette Giovanni (1199), che iniziò una politica prudente che scontentò tutti, sia laici che ecclesiastici. Quando confiscò i beni dei secondi Innocenzo III lo scomunicò e solo un suo rinnovato omaggio feudale al pontefice poté annullare il provvedimento.
Sfruttando il momento di debolezza degli inglesi, il francese re Filippo Augusto dichiarò l'avversario "fellone" (cioè vassallo infedele), privandolo di tutti i feudi francesi tranne l'Aquitania: solo con la capitolazione di Rouen il re inglese fu costretto ad accettare la privazione (1204). Ma non si arrese subito; dopo essere intervenuto nelle dispute per la corona imperiale di Germania, a causa delle sue parentele, si preparò per una battaglia, che ebbe luogo a Bouvines il 24 luglio 1214. Vi presero parte anche i sostenitori tedeschi dell'uno e l'altro re (le cui lotte con i rispettivi candidati al trono si erano fuse con la contesa tra Francia e Inghilterra) e vinse la parte francese, il che permise al suo monarca di avviare un vero e proprio consolidamento dei territori della corona a dispetto dei suoi feudatari troppo indipendentisti.

### L'Inghilterra nel XIII secolo

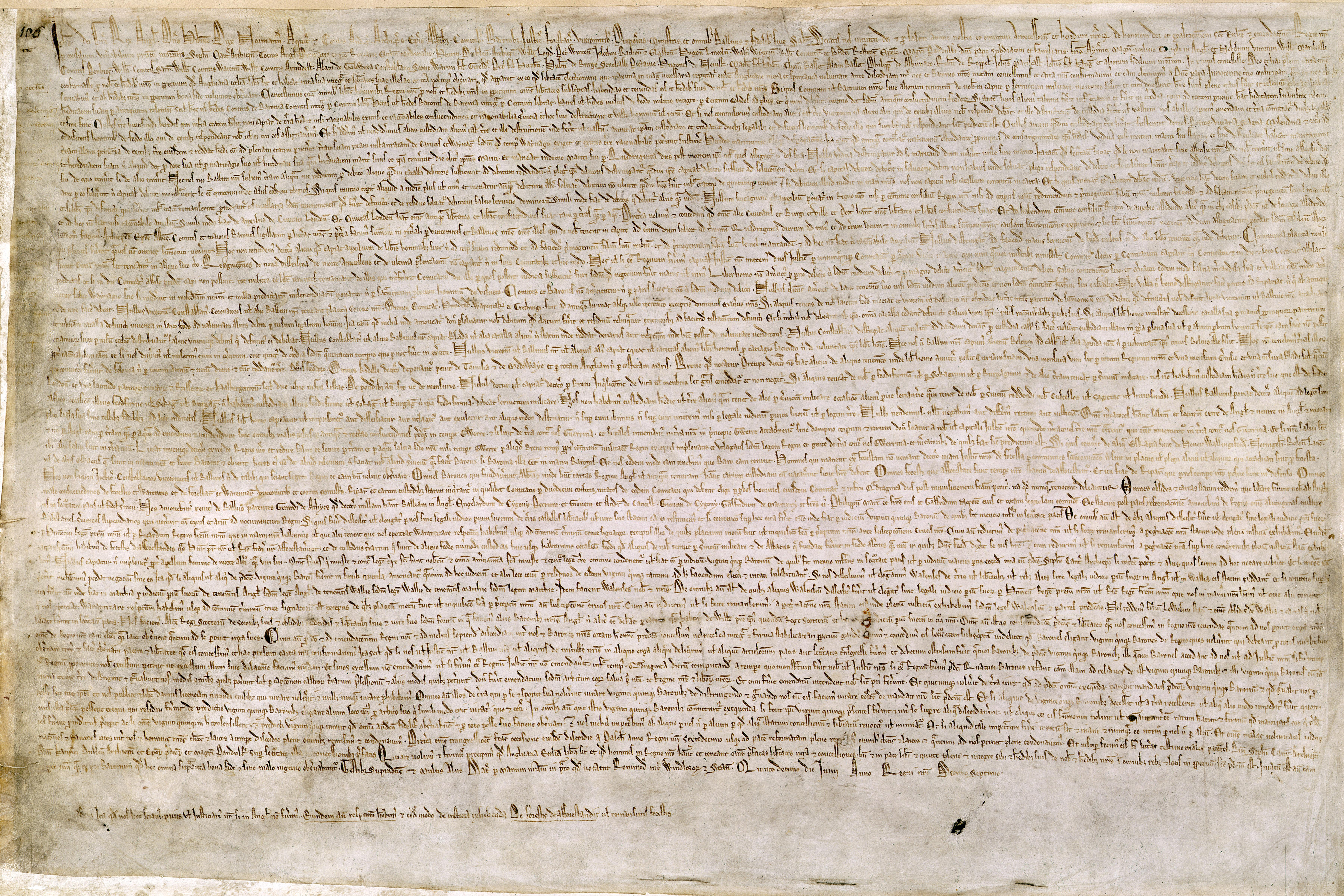
Copia della Magna Carta del 1215

Giovanni nel frattempo subiva in Inghilterra pesanti critiche, che gli piovevano da tutti i ceti: gli ecclesiastici erano scontenti per le confische, come si è detto poco sopra, gli aristocratici per la politica oppressiva e per le promesse non mantenute per le quali avevano lottato al fianco del re, le città per le loro inascoltate richieste di maggior attenzione. Si arrivò dopo la sconfitta in battaglia a una vera e propria rivolta dei baroni inglesi, che riuscirono ad avere la meglio obbligando il sovrano a riconoscere i loro antichi diritti consuetudinari (dovere di consultarsi prima di imporre nuovi tributi, tribunali composti da loro pari, ecc.). Questi diritti vennero sanciti per iscritto, nella Magna Charta (1215), diventata celebre come prima carta "costituzionale", dove un sovrano limitava alcuni suoi poteri per dare stabilità al proprio regno. Il Magnum Concilium dei nobili venne istituito inoltre per assistere il sovrano a alcune funzioni governative e in particolar modo per controllare la politica fiscale: nel 1242 questa istituzione prese il nome di parlamento, una delle istituzioni che diventeranno universalmente fondamentali nella civiltà moderna. A quell'epoca però non si trattò di una rivoluzione, né una modernizzazione: era solo una riaffermazione di diritti tradizionali da sempre rivendicati dalla corona.
Una nuova rivolta si ebbe nel 1258 contro Enrico III, per il suo rigore fiscale e per il privilegio accordato ai suoi nobili favoriti provenienti dal Poitou. Il risultato fu l'emanazione delle provvisioni di Oxford (1259), che lo obbligavano ad ascoltare una commissione di baroni per le questioni amministrative. Ma le contese continuarono fino al 1265, quando venne finalmente istituito un consiglio di reggenza e un parlamento formato da due cavalieri per ciascuna contea e due rappresentanti per ciascuna città, con la prima comparsa dei ceti cittadini nella vita politica inglese.
Tensioni tra nobiltà e corona continuarono per tutto il secolo anche se non si giunse a nuovi scontri. Con la cacciata degli ebrei del 1290 si ebbe in risposta un massiccio afflusso di stranieri per interessi economici (soprattutto banchieri e mercanti anseatici e fiorentini). Si cercò anche di sfruttare le guerre civili della Scozia per estendervi il dominio inglese. In questo senso Edoardo I intervenne nelle contese facendo assegnare la corona scozzese a John Balliol, ma il suo successivo tentativo di impadronirsi del regno vide la rivolta popolare capeggiata dagli eroi nazionalisti William Wallace e Robert Bruce, i quali fondarono poi la dinastia Stuart (1371).

### La Francia

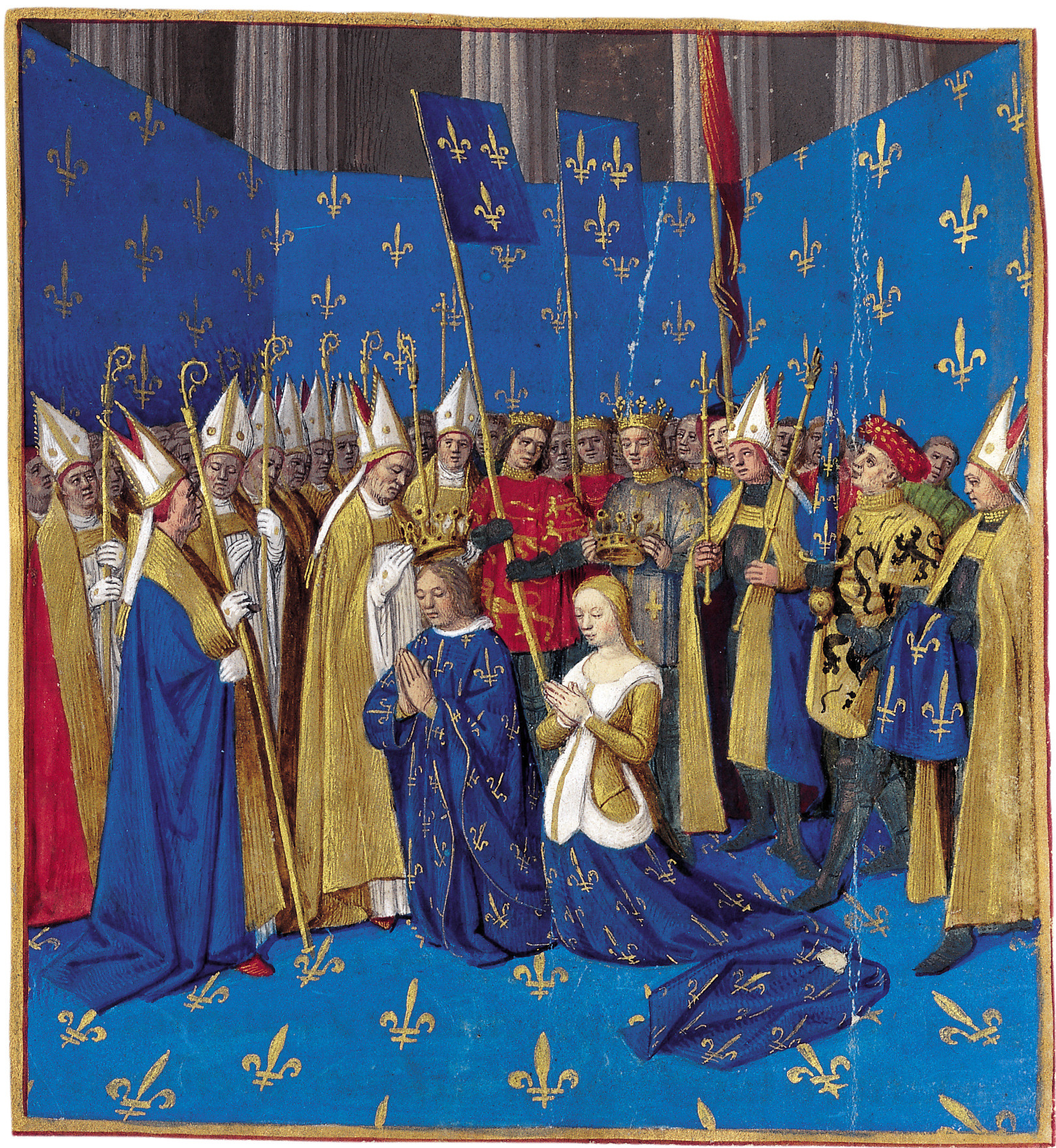
Incoronazione di Luigi VIII e della regina Bianca di Castiglia nel 1223, miniatura dalle Grandes Chroniques de France, Parigi, Bibliothèque nationale de France, XV sec.

Filippo Augusto, oltre alla vittoria di Bouvines, ebbe anche l'imperdibile occasione di allargare il suo dominio nelle ricche regioni del sud della Francia grazie alla crociata contro gli albigesi bandita da Innocenzo III nel 1209: in particolare poté abbattere il conte di Tolosa Raimondo VII, che gli si opponeva spregiudicatamente forte del possesso dei trafficati porti sul Mediterraneo e dell'alleanza con i re d'Aragona.
La lotta contro gli albigesi proseguì anche sotto Luigi VIII e Luigi IX. Luigi IX salì al trono dopo la reggenza di sua madre Bianca di Castiglia, la quale aveva attuato un'efficace politica matrimoniale dei suoi figli che permise l'alleanza con l'Aragona e la Provenza. Egli dovette sottomettere alcuni feudatari diventati troppo forti, come Tebaldo, conte di Champagne, e Raimondo, conte di Tolosa, oltre a scontrarsi nuovamente col re inglese (Enrico II d'Inghilterra) vincendolo nelle battaglie di Taillebourg (21 luglio 1242) e di Saintes (22 luglio 1242).
Una lunga tregua si ebbe nel paese dopo tali episodi, dando la possibilità al sovrano di dedicarsi alla settima crociata (1249-1250), che si risolse però in una catastrofe: Luigi IX, imprigionato dai musulmani, ottenne la libertà solo dietro pagamento di un forte riscatto. Il re si spostò quindi a San Giovanni d'Acri, dove trascorse quattro anni cercando di riorganizzare quello che restava del Regno di Gerusalemme, ma senza riuscirci. La notizia della morte della madre, reggente il trono in sua vece, lo fece rientrare in Francia.
Al suo ritorno si trovò coinvolto nelle dispute tra papato e regno svevo di Sicilia, dove ebbe un ruolo chiave suo fratello Carlo d'Angiò. Nel 1258 fece un trattato con il re inglese e nel 1259 diede al re aragonese la regione del Rossiglione in cambio della rinuncia a qualsiasi pretesa sulla Provenza e la Linguadoca.
A quel punto Luigi si dedicò alla riforma giuridica del paese e all'economia, con il conio di una moneta aurea e la fondazione del porto di Aigues-Mortes in Provenza.
Nel 1267 venne coinvolto dal fratello Carlo, ormai re di Napoli, in una nuova lotta contro i musulmani, in particolare contro quelli dell'Africa settentrionale che erano pericolosamente vicini al regno angioino nel sud dell'Italia. Partito per Tunisi, Luigi morì durante un'epidemia nel 1270. Fu canonizzato da Bonifacio VIII nel 1297.
Suo figlio Filippo l'Ardito non aveva la forza del padre, ma seppe aggiungere ai possedimenti della corona le ricche contee della Champagne e di Tolosa. Egli venne coinvolto nelle lotte tra angioini e aragonesi dopo i Vespri siciliani e perì in battaglia nel 1285. Gli succedette il figlio Filippo IV il Bello, che iniziò una politica di rigore finanziario, obbligando i feudatari a pagargli un tributo al posto delle prestazioni militari, e istituì un supremo tribunale del regno chiamato "parlamento". Diede inoltre autonomia alle città, ma pretese l'indispensabile professione di fedeltà al sovrano per non ritrovarsi nelle stesse condizioni dell'imperatore tedesco con i Comuni italiani. Nel 1307 fece sopprimere l'ordine templare incamerandone le ingenti ricchezze.
Da un punto di vista di politica di allargamento Filippo guardò alle Fiandre, dove aveva interessi anche il re inglese, ma si dovette scontrare con i Comuni fiamminghi che lo batterono nella battaglia di Courtrai del 1302. Nondimeno, l'accordo tra i re inglese e francese lasciò isolati i fiamminghi, che si dovettero sottomettere spontaneamente alla Francia nel 1305.

## La Castiglia, León, Galizia, l'Aragona-Catalogna e il Portogallo

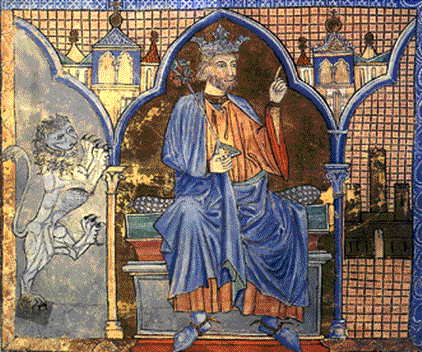
Ferdinando III di Galizia, León e Castiglia, detto il Santo, miniatura del XIII secolo presa dall'Índice de los privilegios reales, Archivi della Cattedrale di Santiago di Compostela

La battaglia di Alarcos del 1195 aveva segnato una battuta d'arresto nella Reconquista, aggravato dalla contemporanea presa di Gerusalemme da parte del Saladino che aveva allarmato Papa Innocenzo III, nonostante si trattasse di due vittorie dei musulmani in nessun modo collegate se non dalla coincidenza, che si decise a tenere saldamente in mano almeno la situazione nella penisola iberica. Gli aquitani che avevano fatto voto per partire per la crociata vennero infatti autorizzati a commutare il voto per impegnarsi nella loro patria. La nuova spedizione in Spagna, dove parteciparono anche nobili francesi, si risolse con la grande vittoria alla battaglia di Las Navas de Tolosa del 1212: si aprivano così ai cristiani le porte del ricco sud andaluso. La capitale del califfato almohade, Cordova, cadde nel 1236 con la spedizione guidata da Ferdinando III il Santo. La Reconquista poteva dirsi conclusa, nonostante restasse il piccolo e civilissimo emirato di Granada.

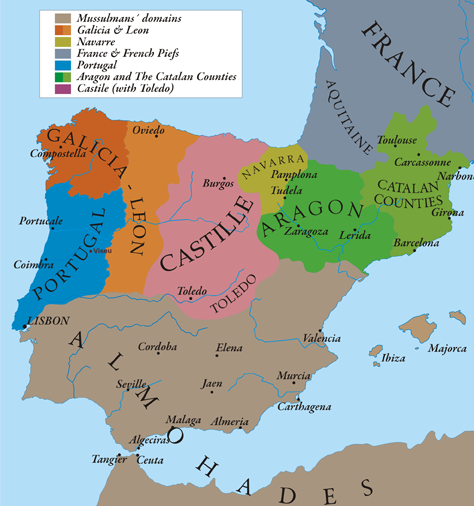
Mappa politica della Penisola iberica nel 1230

Il Portogallo venne riconosciuto come regno autonomo dal papa nel 1139. La Reconquista però segnò un arretramento economico e sociale per la Spagna: i re di Castiglia non avevano alcun interesse a continuare e mantenere i sistemi di irrigazione e le variegate coltivazioni volute dagli arabi (agrumi, cereali e canna da zucchero), per cui le terre tornarono presto alla loro natura desertica. Inoltre scomparse l'armoniosa convivenza nelle città tra comunità ebraiche, musulmane e cristiane (mozarabi), con la cacciata dei primi due e la recessione per la scomparsa del ceto mercantile e artigianale ormai non più incoraggiati dall'autorità.
Il regno di Aragona si unì alla contea di Catalogna nel 1137, dove la forza delle città costiere non produsse un degrado come nel regno di Castiglia. Tra 1229 e 1235 furono assoggettate le isole Baleari e da allora si iniziò a configurare quella sorta di impero mediterraneo che avrebbe incluso la Sicilia dal 1302 e la Sardegna dal 1328, tramite sovrani suoi congiunti o direttamente. L'assegnazione pontificia della Sardegna agli Aragonesi segnò la fine dell'alleanza con Genova. Inoltre nel 1311 alcuni mercanti catalani conquistarono il ducato di Atene (1311), già dei Brienne, che venne offerto in feudo al re aragonese. Queste conquiste portarono la straordinaria espansione delle rotte dei mercanti catalani, a discapito delle rivali come Montpellier, Genova e Pisa.

## La Germania e l'Impero

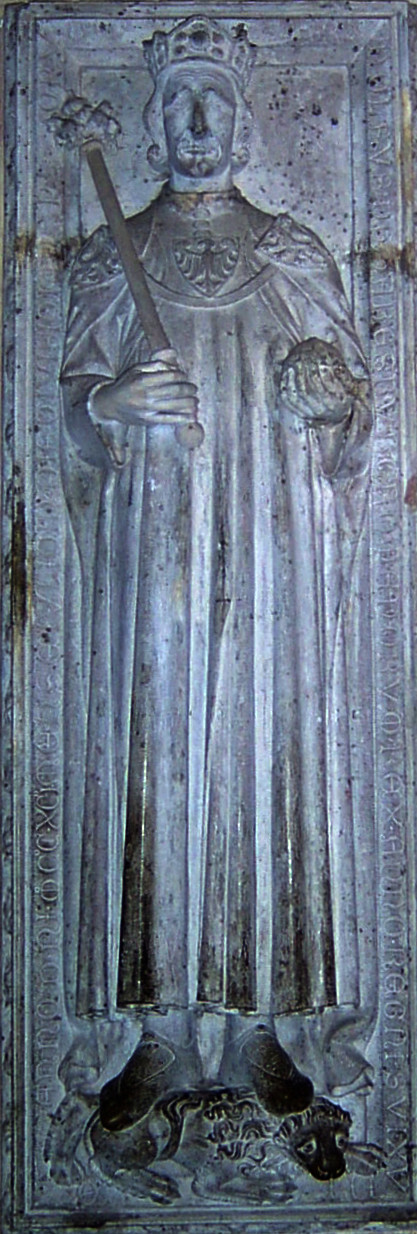
Rodolfo d'Asburgo, lapide nel duomo di Spira

Il figlio di Federico II, Corrado IV, venne destinato a cingere la corona imperiale fin dal 1237, che si aggiunse alla corona ereditaria di Sicilia. Il meridione d'Italia comunque non era governabile dallo stesso Corrado, che lo cedette a suo fratellastro Manfredi. La situazione tedesca viveva un periodo di caos, con le potenti città mercantili del Reno (Magonza, Treviri, Colonia) avverse a Corrado e strette nella lega renana (dal 1247). La lega renana era in rapporti stretti con la vicina contea d'Olanda ed aveva offerto la corona di Germania al conte Guglielmo II d'Olanda fin dal 1248. Ci fu uno scontro tra i fautori di Guglielmo e quelli di Corrado (soprattutto le città tedesche meridionali), che fu vinto dai primi e fece sì che Corrado fosse costretto a lasciare il campo libero pur senza concedere le prerogative regie formali.
Allora Corrado si dedicò al Regno d'Italia, che gli spettava come "Re dei Romani" (la carica era inclusa a quella di Re di Germania), ma morì nel 1254 lasciando il figlio Corradino di due anni sotto la tutela di papa Innocenzo IV.
In Germania Guglielmo fu assassinato nel 1256 e l'anno successivo i fautori degli svevi (la parte "ghibellina"), scelsero come candidato Alfonso X di Castiglia, imparentato con gli Hohenstaufen, mentre i "guelfi" scelsero il fratello Enrico III d'Inghilterra, Riccardo III di Cornovaglia, imparentato con la Dinastia ottoniana. È chiaro come il livello degli scontri tra i tedeschi fosse arrivato a un livello tale da dover guardare a candidati stranieri per il trono, certi che il fascino e il prestigio della corona imperiale fosse stato un irrinunciabile richiamo per i pretendenti. Nella pratica non era ormai più così, anzi era chiaro che il titolo imperiale era solo una formalità che non dava alcun peso politico, a meno di non essere sovrano così forti da riuscire a piegare le altre numerose autorità di Germania e Italia centro-settentrionale.
Si aprì quindi un periodo di interregno (1256-1272), che vide l'emergere di una casata del sud (feudataria nell'odierna Svizzera), i conti di Asburgo. A Rodolfo d'Asburgo, grazie all'intervento del papa, venne offerta la corona imperiale nel 1273, che accettò e si insediò, dal 1278, a Vienna. Qui istituì il ducato d'Austria che rese ereditario e ad appannaggio della sua famiglia. Dopo la parentesi di Adolfo di Nassau (1292-1292) gli Asburgo, forti del loro ducato, poterono tornare al trono con Alberto I. Fu una saggia intuizione quella di non intavolare più alcuna politica in Italia, avendo il sovrano già notevoli difficoltà in Germania, sull'esempio di Enrico il Leone.
Nel XIII secolo la Germania colonizzò un'ampia fetta di territorio verso est (fino all'Oder), grazie soprattutto ai marchesi di Brandeburgo ed all'ordine dei cavalieri Teutonici. Inoltre risale a quel periodo la fondazione della lega anseatica, una federazione commerciale-militare tra città portuali affacciate sul mare del Nord e sul mar Baltico: la lega riuscì a monopolizzare il ricchissimo commercio nordico, gestendo i traffici tra la Russia, la penisola scandinava e l'Europa.

## Situazione italiana

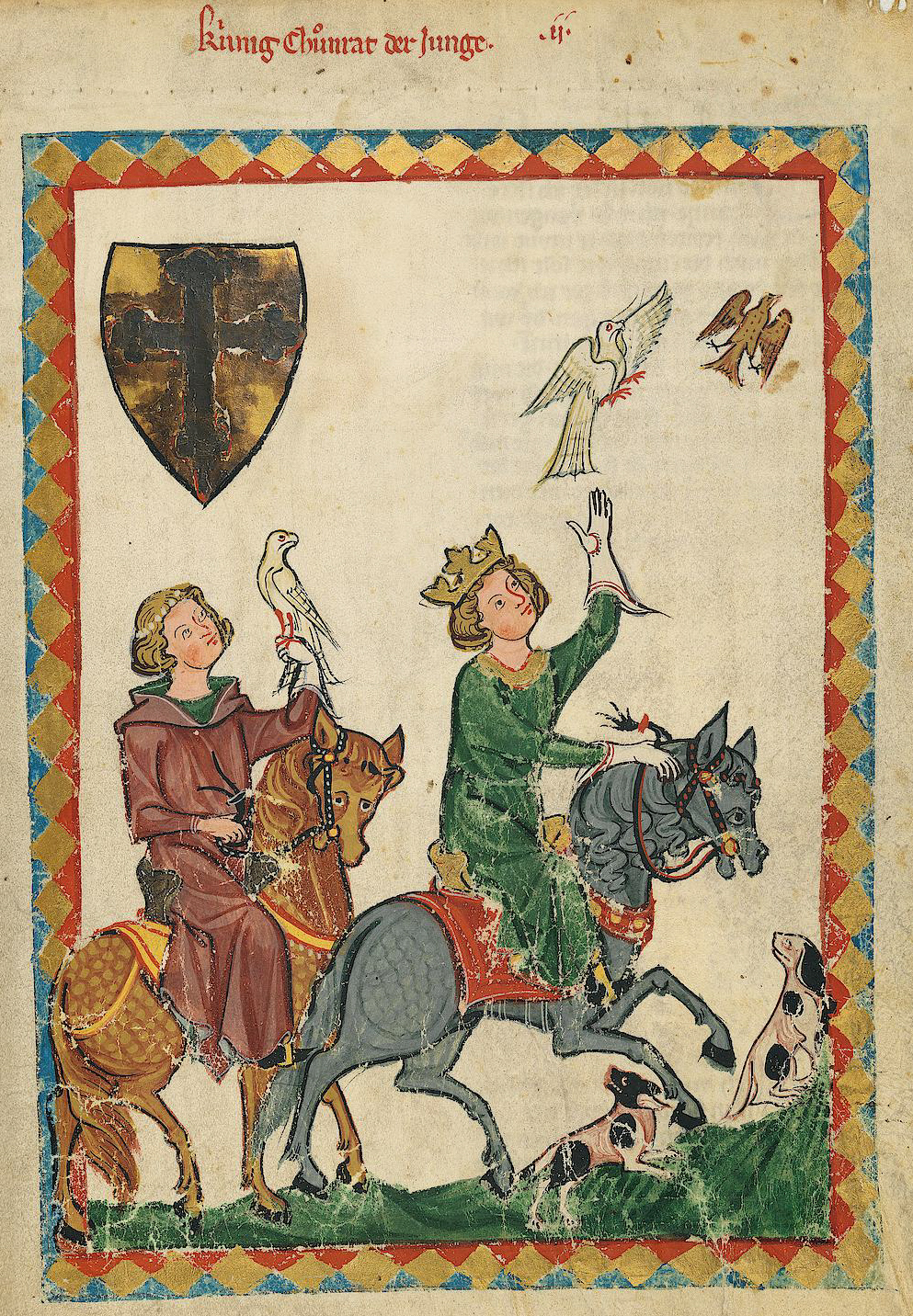
Corrado V quattordicenne nel Codex Manesse

Manfredi regnò nel Regno di Sicilia, nonostante con la morte di Corrado IV il suo incarico fosse automaticamente sollevato tornando al legittimo erede, Corradino. In un primo momento Manfredi arrivò a spargere la falsa notizia della morte di Corradino, ma quando trapelò la sua malafede papa Alessandro IV lo scomunicò, preoccupato anche per la politica minacciosa verso lo Stato della Chiesa. Manfredi allora si alleò con alcune città comunali (Pisa, Genova e Siena) secondo uno scopo molto ambizioso: senza voler entrare nelle dispute per la corona tedesca, cercava, oltre che di legittimare il suo potere nel Regno di Sicilia, di assicurarsi tutto il Regno d'Italia e un'egemonia nel Mediterraneo. Manfredi aveva infatti gli attivi porti pugliesi, era alleato con i principati greci e con Genova aveva fatto cadere l'Impero latino di Costantinopoli; inoltre si alleò con Giacomo I d'Aragona tramite il matrimonio dei loro discendenti, tessendo le file di un'alleanza siculo-pisano-genoano-aragonese, che rendeva il Mediterraneo occidentale un "lago ghibellino".
Nel 1260 i ghibellini senesi, aiutati dalle truppe di Manfredi, batterono i guelfi fiorentini nella battaglia di Montaperti, segnando un nuovo traguardo sul fronte di Manfredi: Siena diventava allora il principale centro finanziario d'Italia dopo la battuta d'arresto a Firenze per la sconfitta. L'unico avversario sul fronte ghibellino era Ezzelino da Romano, signore di varie città venete, contrario alla politica di Manfredi e fedele a Corradino, il quale fu però eliminato da una crociata antighibellina lanciata dal papa nel 1259.
L'ascesa politica di Manfredi sembrava inarrestabile, con l'entrata nell'alleanza anche dell'aristocrazia romana (Manfredi era stato eletto "senatore", ovvero "capo" del Comune di Roma), minacciando da vicino l'autorità del pontefice stesso. Fu la goccia che fece traboccare il vaso, che spinse papa Urbano IV ad avvalersi di un antico diritto (esistito dall'XI al XVIII secolo), quello di signore del Regno di Sicilia del quale il re era solo vassallo: in virtù di questo depose Manfredi e diede l'incarico di governare il regno a Carlo d'Angiò, fratello del re francese Luigi IX.

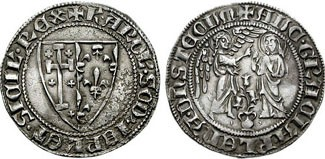
Saluto d'argento di Carlo I d'Angiò

Carlo, feudatario di città portuali nel sud della Francia penalizzate dall'alleanza ghibellina, arrivò in Italia e sconfisse Manfredi nella battaglia di Benevento del 1266, poi anche Corradino nella battaglia di Tagliacozzo (1268), che venne decapitato a Napoli estinguendo la casata sveva. Nel frattempo Carlo si era fatto incoronare ed aveva spostato la sua corte a Napoli, diffidente dell'aristocrazia palermitana ancora fedele agli Svevi. Carlo sostituì gran parte della nobiltà sveva con feudatari francesi ("baroni") a lui fedeli, smantellando l'ordinato apparato burocratico normanno. Si vennero così a configurare quei problemi, in parte già in atto, tipici del meridione d'Italia, quali le tendenze centrifughe della nobiltà, le prepotenze dei feudatari nelle campagne, l'impoverimento dei contadini e una stentata affermazione dei ceti medi produttori nelle città. Nacque una sorta di anarchia nobiliare in più parti del regno, con un decadimento della Sicilia che si vedeva privata della corte regale.
Riguardo alla politica esterna Carlo seguì le mire egemoniche di Manfredi, aiutando il fratello Luigi IX nella settima crociata, con la quale sperava di assoggettare il nord-Africa più vicino al suo regno, ma l'impresa si rivelò un fallimento. Creò quindi un fronte guelfo di alleanze con il papato, Firenze (ritornata da allora guelfa, dopo il 1260) e Venezia, che possedeva di fatto l'Adriatico e i Balcani. Inoltre si alleò con l'Ungheria facendo sposare suo figlio Carlo II a alla figlia di re Stefano V. Cercando più o meno inconsciamente di eguagliare Federico II, Carlo arrivò a proporsi come candidato per l'Impero e il regno di Gerusalemme.
Il pontefice arrivò ad accorgersi che la "tutela" di Carlo aveva mire di egemonia ben più minacciose del vicinato di Manfredi: lo Stato della Chiesa temeva soprattutto di trovarsi come striscia tra un unico enorme Stato, come ai tempi di Federico II, che avrebbe potuto minacciare i suoi territori alla ricerca di una continuità territoriale. Gregorio X e Niccolò III cercarono di intralciare i piani di Carlo d'Angiò, sia evitando che venisse eletto imperatore (fu il papa infatti a suggerire il nome di Rodolfo d'Asburgo), sia cercando strenuamente una pacificazione con la Chiesa ortodossa affinché Carlo non si arrogasse il titolo di difensore dell'Impero latino tentando di riconquistarlo. Con Martino IV però le cose cambiarono, essendo il pontefice (francese) incondizionatamente favorevole a Carlo. Allora l'angioino stava predisponendo indisturbato la riconquista di Costantinopoli, quando fu bruscamente interrotto dalla rivolta dei "Vespri siciliani", iniziata a Palermo il 29 marzo 1282, la sera dei vespri pasquali, dilagando velocemente in tutta l'isola.

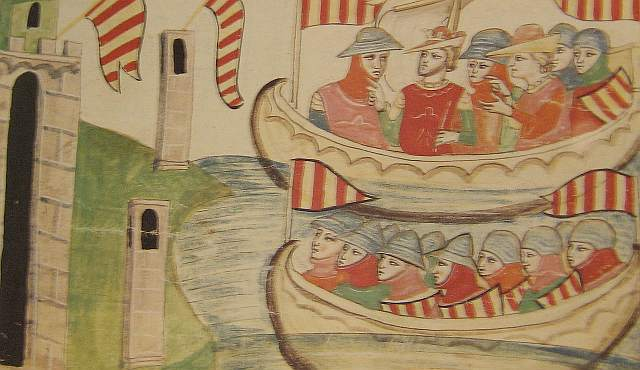
Pietro III d'Aragona sbarca a Trapani, manoscritto, Biblioteca Vaticana

I siciliani, che non amavano Carlo, anzi non gli avevano mai perdonato il trasferimento della corte a Napoli, chiamarono Pietro III d'Aragona, genero di Manfredi, a rivendicare il trono siciliano, che accorse cingendosi della corona nel settembre di quell'anno. La rivolta non fu un avvenimento improvvisato, anzi era stata ben preparata da Pietro II stesso, dall'imperatore bizantino Michele VIII Paleologo e dagli esuli ghibellini del Regno di Sicilia. Martino IV scomunicò l'aragonese, scatenandogli contro una crociata capeggiata da Filippo l'Ardito, figlio di san Luigi e nipote quindi di Carlo d'Angiò. Ma un'inattesa coincidenza impedì la guerra, con la morte nel giro dello stesso anno (1285) di papa Martino, di Carlo, di Pietro e di Filippo.
La nuova generazione non poté che rendersi conto che non c'era più la possibilità né di un'egemonia nel Mediterraneo, né della riconquista angioina della Sicilia, per cui si giunse alla pace di Anagni (1295), che sancì la pacificazione tra papa, Carlo II d'Angiò e Giacomo II d'Aragona. Il trattato prevedeva per la verità la restituzione della Sicilia agli angioini (gli aragonesi non avevano infatti interesse a procrastinare la pericolosa intromissione che aveva fruttato loro varie inimicizie), anche se i siciliani si opposero duramente a questa clausola, appellandosi al fratello di Giacomo, Federico, che riuscì a far firmare un nuovo accordo, la pace di Caltabellotta (1302), che lo riconosceva re "di Trinacria", cioè della Sicilia stessa, anche se il titolo di "re di Sicilia" restò formalmente a Carlo II. L'accordo prevedeva che il titolo di Federico fosse strettamente personale, non trasmissibile a eredi; ma nel 1372 la Regina Giovanna I accettò la perdita ormai di fatto della Sicilia, rinunciando alla sovranità e cambiando ufficialmente il nome del regno e della corona: sebbene il nome fosse ormai radicato nell'uso, solo allora nacque il Regno di Napoli.

## La Bulgaria e la Serbia

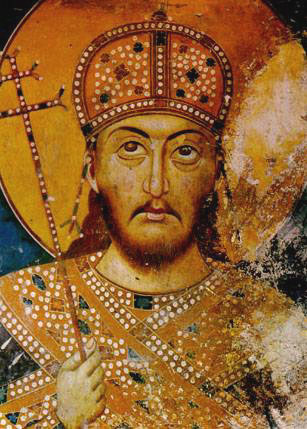
Stefan Dušan, imperatore della Serbia (1346-1355)

Il Regno di Bulgaria, nato nel VII secolo con le componenti etniche slave e bulgare (quest'ultima di origine mongola), aveva riacquistato l'autonomia da Costantinopoli nel XII secolo e con la formazione dell'Impero latino aveva approfittato della debolezza bizantina per iniziare una politica di ampliamento territoriale nei Balcani. Il Regno di Serbia si rese però indipendente dai bulgari nel 1271 e si estese gradualmente fino comprendere Epiro, Macedonia e Albania, la cosiddetta "Grande Serbia" di Stefano Dushan. Nel XIV secolo però sia Bulgaria che Serbia vennero conquistate dall'avanzata turca.

## L'Ungheria
Gli Arpadi erano riusciti ad ampliare il regno ben oltre i confini dell'attuale Ungheria. Bela III (1173-1196) aveva annesso la Croazia, la Dalmazia e la Bosnia a scapito di Bisanzio. Nel 1222 Andrea II emise una Bolla d'Oro, simile per datazione e per contenuto alla Magna Charta, con la quale l'alta nobiltà e il clero ottenevano la messa per iscritto dei propri diritti e l'istituzione di una dieta che controllava l'operato del sovrano; inoltre nascevano delle assemblee locali che potevano esercitare la lagnanza contro il re. Nel 1241 però l'Ungheria venne rovesciata dall'avanzata mongola, con la ricostituzione del potere solo diversi decenni dopo tramite gli Angioini, nel 1307.

## La Boemia

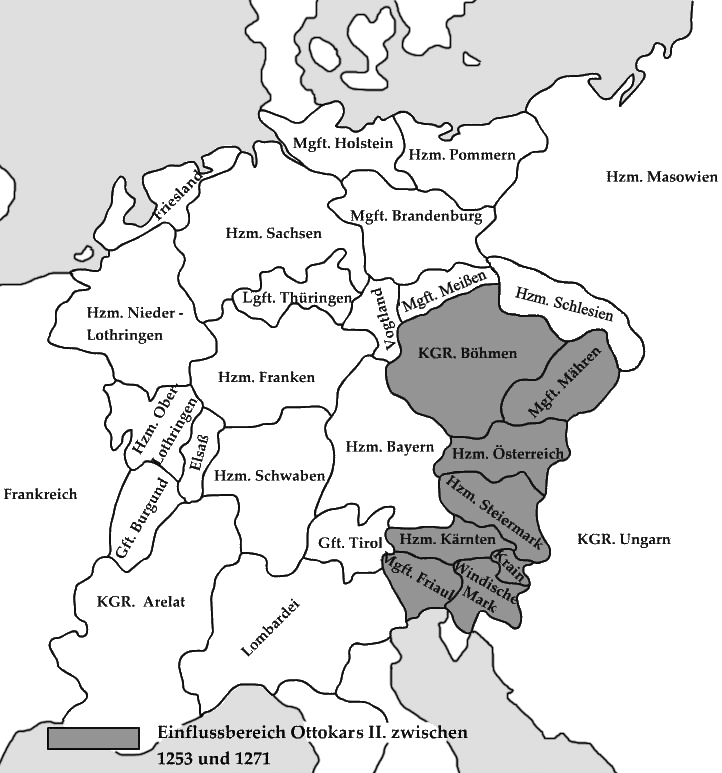
I possedimenti di Ottocaro II

La Boemia seguì le sorti della Germania, della quale era vassalla dal X secolo. La dinastia dei Přemyslidi conobbe una notevole espansione nel XIII secolo sotto Ottocaro II (1253-1278), che aprì le frontiere all'Ordine teutonico e si annetté varie regioni circostanti (Carinzia, Austria, Stiria, Carniola e parte della Slovacchia). Nel 1273 Ottocaro puntò all'elezione imperiale, ma prevalse Rodolfo d'Asburgo che pretese la restituzione dei territori usurpati, compresa l'Austria che divenne il feudo familiare degli Asburgo stessi dopo la vittoria a Marchfeld dove Ottocaro morì. La dinastia przemyslide restò al potere con minor slancio fino al 1310 quando venne sostituita dalla casata di Lussemburgo.

## La Polonia
Il Regno di Polonia era nato nel corso del X secolo sotto la dinastia dei Piasti, vicina non solo geograficamente, ma anche politicamente, alla Germania. I Piasti si espansero a nord-est verso le tribù slave ancora pagane, arrivando a occupare, nella prima metà del XII secolo, la Pomerania e i territori tra Elba e Oder. Nel 1138 il regno venne diviso tra gli eredi alla corona in piccoli ducati: la Piccola Polonia (con Cracovia), la Masovia, la Cuiavia, la Grande Polonia, la Slesia e la Pomerania. I vari ducati, in lotta talvolta tra loro, subirono gravi colpi con l'avanzata mongola del 1241 e con l'espansione tedesca sul Baltico. Solo con Casimiro III il Grande (1333-1370) il regno venne riunito.

## Il Baltico

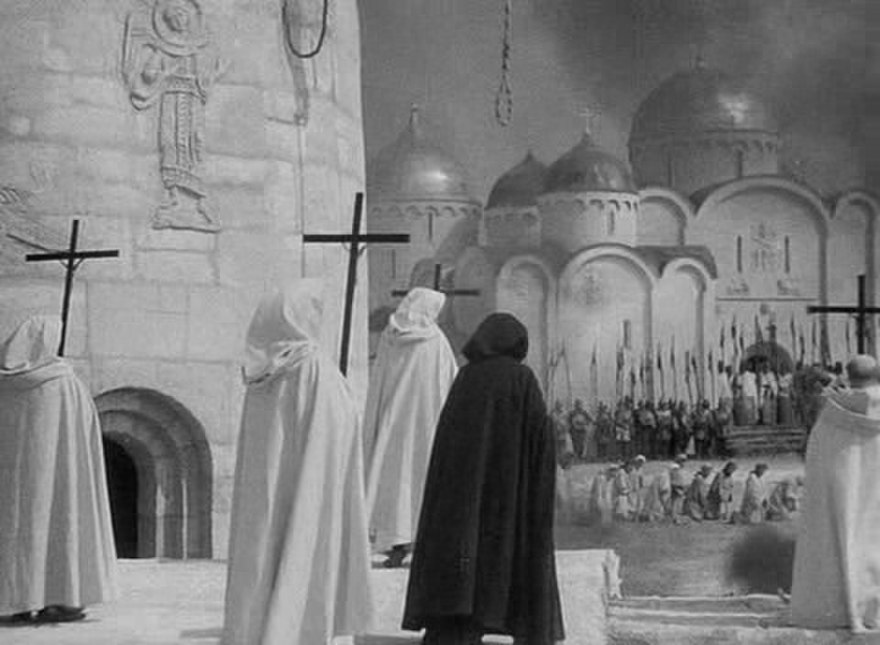
Cavalieri Teutonici a Pskov nel 1240. Screenshot dal film di Sergej Ėjzenštejn Aleksandr Nevskij.

I cavalieri teutonici avanzarono, contrastando l'espansione polacca, verso l'Europa nord-orientale, verso le popolazioni slave non ancora cristianizzate. Le crociate antipagane proseguirono con rigida determinazione. Se le popolazioni rifiutavano la conversione al posto dei missionari sarebbero presto arrivati gli eserciti; se la accettavano diventavano preda della colonizzazione sassone e dei mercanti, venendo rapidamente assimilati. Per tutto il Duecento si ebbe una sentita resistenza. Per ciascuno dei tre principali raggruppamenti etnico tribali della zona si ebbero esiti diversi:
1. I Lettoni accettarono al conversione per primi, ma la loro resistenza si protrasse per tutto il XIII secolo, prima di venire sconfitti e cedere alla dominazione tedesca.
2. I Pruzzi (prussiani) si opposero più tenacemente, e vennero violentemente attaccati dall'ordine nel 1230 circa. Nel 1234 il territorio prussiano venne posto sotto la protezione della Santa Sede, dopo essere stato affidato all'Ordine, e nel 1249 i Balti furono costretti a firmare un trattato per l'abbandono dei costumi tradizionali. Dal 1250 le tribù baltiche ancora libere si coalizzarono e lottarono finché furono costrette ad arrendersi quando rasentarono la totale distruzione.

### Lituania
I Lituani riuscirono a mantenere più a lungo la propria indipendenza, approfittando dei contrasti tra tedeschi e polacchi nella regione. Nel Trecento si confederarono ai polacchi e accettarono la conversione; nel 1370 entrò nella Lega Anseatica grazie agli empori fondati dai tedeschi. Nel 1386 la Lituania diventò un granducato sotto la sovranità polacca.

## La Russia
Il granprincipato di Kiev era entrato in decadenza dalla metà del XII secolo, mentre contemporaneamente cresceva di importanza la città di Mosca. L'invasione mongola diede origine al Khanato dell'Orda d'Oro e Kiev passò alla Polonia. Ivan I (1325-1341) riuscì a sottrarre Mosca alle dipendenze dai tartari, pur continuando a pagare loro dei contributi. Nel successivo secolo e mezzo ebbe luogo la riunificazione delle terre russe.

## La Scandinavia

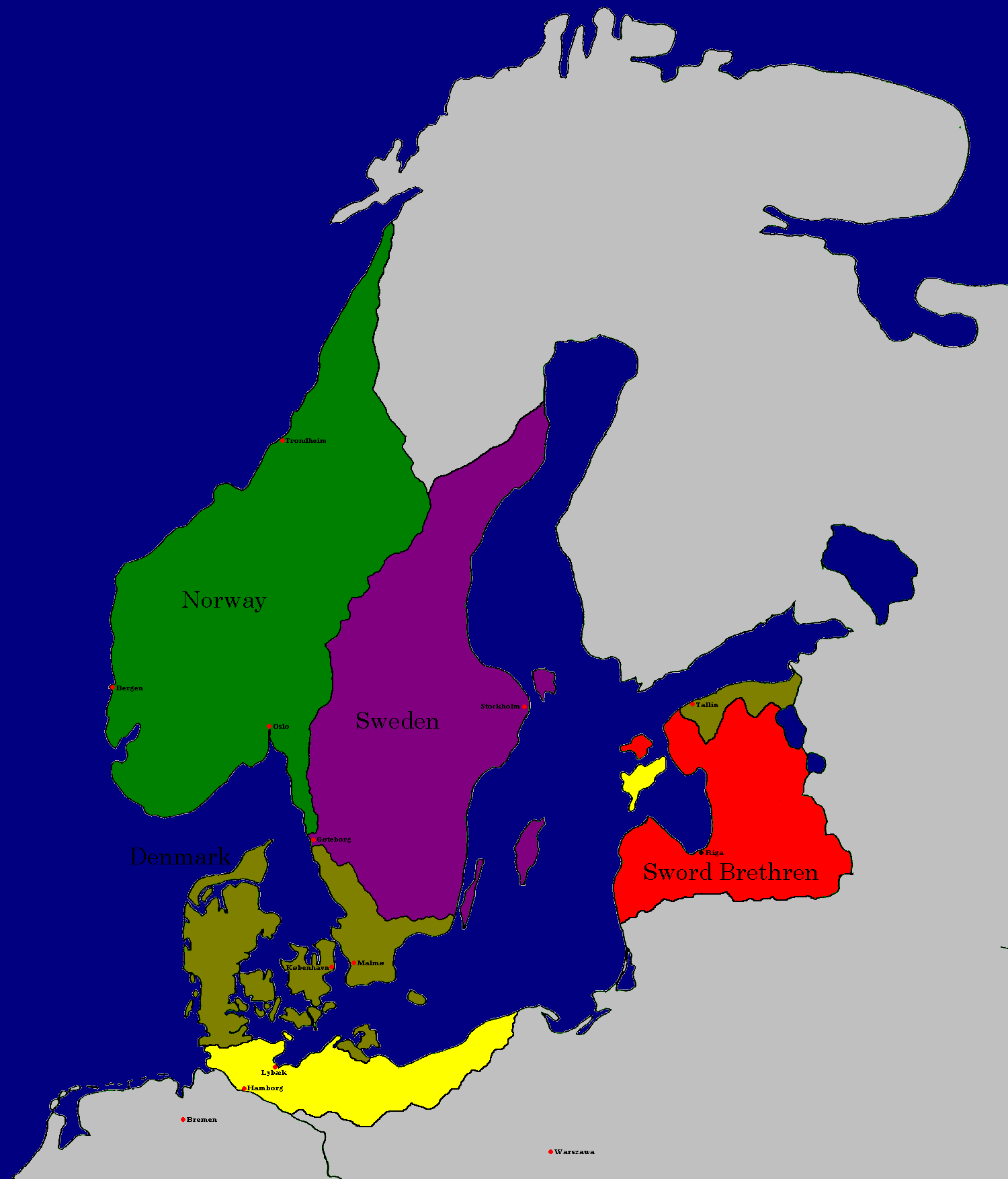
La Scandinavia dopo le crociate del Nord

Dal X secolo in Scandinavia si erano distinte tre corone: di Danimarca, di Norvegia e di Svezia.
La Danimarca si era espansa notevolmente sia verso l'Inghilterra, sia verso i balti e gli slavi dell'est, assoggettando temporaneamente anche la Norvegia. L'ascesa tedesca nel Baltico però aveva ridimensionato la potenza danese, tanto che il sovrano Erik V (1259-1268) era stato costretto a creare un'assemblea legislativa dell'alto clero e dell'aristocrazia, il danehof. La crisi perdurò fino al Trecento inoltrato.
La Norvegia era scossa nel XII secolo dalle lotte tra alto clero e aristocratici per l'elezione dei sovrani. Nonostante l'appoggio di Innocenzo III, fu l'aristocrazia ad avere la meglio, e fece eleggere re Sverre (1184-1202), che fece diventare la monarchia ereditaria. Nel Duecento i marinai norvegesi furono i protagonisti di notevoli esplorazioni e colonizzazioni, come in Islanda, in Groenlandia ed alle Ebridi.
In Svezia si ebbe una dinastia stabile dal 1130 al 1250, gli Sverker, sebbene con alterne fortune. Il conte Birger in seguito instaurò rapporti amichevoli con la Norvegia e la Danimarca, dando anche privilegi alle città anseatiche e completando l'annessione della Finlandia. Nella seconda metà del XIII secolo nacque con lo statuto di Alsnö una cavalleria nobile ereditaria e esente dalle imposte, che tenne per circa un secolo i sovrani in scacco.

## L'invasione mongola

L'avanzata mongola in Eurasia

Le invasioni e le conquiste mongole ebbero luogo durante il XIII e il XIV secolo, creando il più grande impero contiguo della storia: l'Impero Mongolo, che nel 1300 copriva gran parte dell'Eurasia. Nel 1227, alla morte di Genghis Khan, l'impero che si estendeva dalla Siberia al Kashmir, al Tibet, al Mar Caspio, al Mar del Giappone. Nonostante i genocidi, le deportazioni di massa e le città rase al suolo e ricostruite da zero, l'Impero mongolo era solido, pacifico, con genti diverse per stirpe, lingua e religione che convivevano armoniosamente sotto l'equa e inflessibile pax mongolica. Batu Khan, nipote di Gengis Khan, lanciò una spedizione contro l'Europa, arrivando nel 1238 sui ducati russi confederati, che già nel 1222 avevano conosciuto la furia delle orde tartare. Quando Kiev cadde nel 1240 la Cristianità entrò in un momento di crisi e terrore. Non conoscendo né la lingua né le origini dei mongoli essi apparivano come un'entità sovrannaturale, terribili, dall'aspetto più ferino che umano, come li descrivono gli Annali di Novgorod. Molti crederono che fosse arrivata la punizione divina ai peccati del mondo, collegandosi al mito cristiano delle popolazioni bibliche infernali di Gog e Magog quali araldi dell'Anticristo. Dalla seconda metà del XIII secolo ormai l'impero mongolo era diviso in quattro stati federati, che formalmente riconoscevano la suprema autorità del Gran Khan, ma di fatto ebbero vita indipendente. Di questi, nel sud dell'attuale Russia si stabilì il Khanato dell'Orda d'Oro.